# Hoope (Hagen im Bremischen)

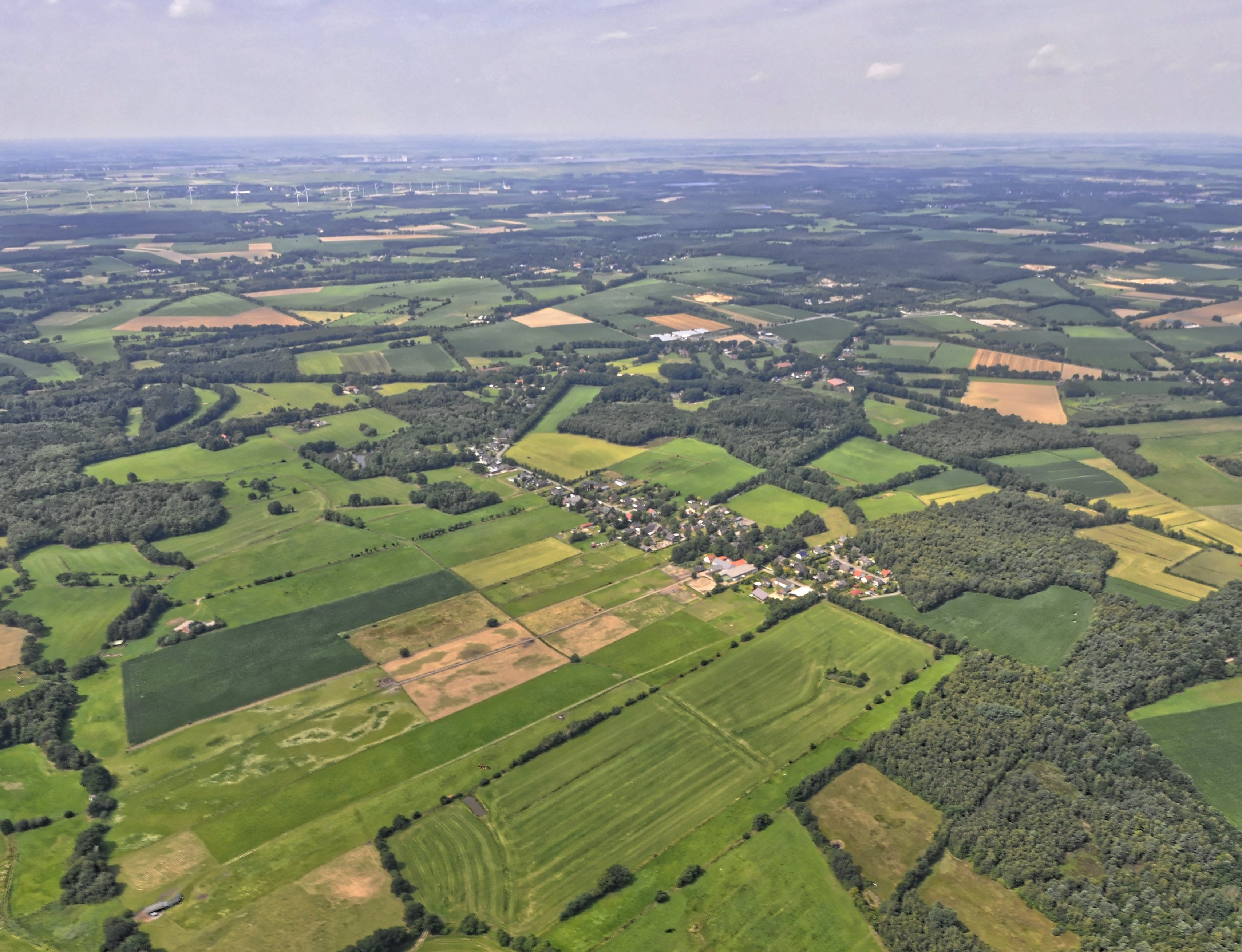
Hoope von oben

Hoope (niederdeutsch Hoop) ist eine Ortschaft in der Einheitsgemeinde Hagen im Bremischen im niedersächsischen Landkreis Cuxhaven.

## Geografie

### Lage
Hoope liegt zwischen den Städten Bremerhaven und Bremen. Die Ortschaft befindet sich im südöstlichen Teil der Einheitsgemeinde Hagen im Bremischen.

### Nachbarorte
| Wulsbüttel |                                             | Wulsbüttel – Ortsteil Albstedt |
|            | Kompassrose, die auf Nachbargemeinden zeigt |                                |
|            | Osterholz-Scharmbeck (Landkreis Osterholz)  |                                |

(Quelle:)

## Geschichte

### Eingemeindungen
Die Samtgemeinde Hagen entstand zum 1. Januar 1970 und umfasste mit Hoope zunächst 16 Gemeinden. Nach § 7 des Gesetzes zur Neugliederung der Gemeinden im Raum Bremervörde vom 13. Juni 1973 (Nds. GVBl. S. 183) wurde das zuvor selbständige Hoope im Zuge der Gebietsreform in Niedersachsen, die am 1. März 1974 stattfand, in die Gemeinde Wulsbüttel eingegliedert.
Im Juni 2013 wurde beschlossen, die Samtgemeinde Hagen zum 1. Januar 2014 aufzulösen und aus ihrem Gebiet die Einheitsgemeinde Hagen im Bremischen mit seinen 16 Ortschaften zu bilden.

### Einwohnerentwicklung
| Jahr      | 1910  | 1925  | 1933  | 1939  | 1950  | 1956  | 1973  | 2017  |
| --------- | ----- | ----- | ----- | ----- | ----- | ----- | ----- | ----- |
| Einwohner | 64    | 107   | 123   | 120   | 193   | 232   | 230   | 425   |
| Quelle    | [ 6 ] | [ 7 ] | [ 7 ] | [ 7 ] | [ 8 ] | [ 8 ] | [ 1 ] | [ 2 ] |

|  |

## Politik

### Gemeinderat und Bürgermeister
Auf kommunaler Ebene wird die Ortschaft Hoope vom Rat der Gemeinde Hagen im Bremischen vertreten.

### Ortsvorsteher
Der Ortsvorsteher ist Dirk Brenner (SPD). Die Amtszeit läuft von 2016 bis 2021.

### Wappen
Der Entwurf des Kommunalwappens von Hoope stammt von dem Heraldiker und Wappenmaler Albert de Badrihaye, der zahlreiche Wappen im Landkreis Cuxhaven erschaffen hat.
| Wappen von Hoope | Blasonierung: „In Blau ein silberner Pferdekopf über drei ineinandergeflochtenen silbernen Ringen.“                                                                                                  |
| Wappen von Hoope | Wappenbegründung: Die drei Ringe weisen auf die Deutung des Ortsnamens als „ringförmige Stelle = Versammlungsort“ hin. Der Pferdekopf erinnert an die früher in der Gemeinde betriebene Pferdezucht. |

## Kultur und Sehenswürdigkeiten

### Baudenkmale
- Hofanlage Wiesenstraße 5 von um 1760 und dem 19. Jh., 1924 im Wohnteil massiv erneuert
- Hofanlage Mühlenweg 11 von um 1800 und um 1850

### Vereine
- Freiwillige Feuerwehr Hoope
- Motorsportverein Team Hoope Park